# Гольчевська вежа
Замкова вежа у Гольчеві (пол. Wieża Zamkowa w Golczewie) — частина давнього замку каменських єпископів, розташована на перешийку між озерами Щучим та Оконім, у західній частині міста Гольчево Західнопоморського воєводства у Польщі. 

## Історія
Наприкінці XIII — на початку XIV століть Гольчево належало лицарям Екгарду і Вульфекіну Смеллінгам, а також Ведельштедту. Укладена ними, у 1304 році, угода з каменським єпископом  Генріхом Вахгнольцем Генріхом, дала старт розбудові фортеці, що перейшла у володіння церкви. Замок тимчасово використовувався капітулою. Тоді ним володіла родина Флемінгів, яка у 1406 році продала його претендентові на Каменське єпископство, князю Богуславу VIII. У 1436 році фортеця знову опинилася у власності капітули, яка володіла нею, з короткою перервою, аж до 1534 року. З того часу Гольчево стало князівською власністю. Після 1684 року замок було покинуто і він поступово занепадав. Збережену замкову вежу було відновлено, разом із реконструкцією її верхівки, у 1895 та 1929 роках. Після Другої світової війни на території замку проводилися археологічні розкопки. 

## Архітектура
Замок було споруджено на насипі висотою 3 м. Спершу він складався з валів та мурованого будинку. У 1406—1418 роках територію замку було розширено, що надало комплексу вигляд чотирикутника розмірами 40 × 40 м. Тоді було розібрано старіші будівлі. Новий замок розмірами 12 × 25 м розташовувався біля південного оборонного муру. Південно-східний кут займала відокремлена циліндрична вежа заввишки близько 24 метрів. Її цоколь на плані, подібному до квадрата (8,5 × 9 м), був побудований у нижній частині з ератичних валунів, а вище з — цегли. У підземеллі знаходилася в'язниця. Вхід до вежі був розміщений на висоті близько 6 метрів над рівнем подвір’я. На подвір'ї також знаходилися господарські споруди, ймовірно, більш пізнього періоду, у тому числі пивоварня зі сходу, пекарня та надбрамний будинок із півночі. 